# Castelnau-Rivière-Basse
Castelnau-Rivière-Basse (okzitanisch: Castèthnau de Ribèra Baisha) ist eine französische Gemeinde mit 648 Einwohnern (Stand: 1. Januar 2022) im Département Hautes-Pyrénées in der Region Okzitanien (vor 2016: Midi-Pyrénées). Sie gehört zum Arrondissement Tarbes und zum Kanton Val d’Adour-Rustan-Madiranais. Die Einwohner werden Castelnauviens genannt.

## Geographie
Castelnau-Rivière-Basse liegt rund 52 Kilometer nordöstlich der Stadt Pau und etwa 42 Kilometer nördlich von Tarbes an der Grenze zum Département Gers in der historischen Region Aquitanien. Umgeben wird Castelnau-Rivière-Basse von den Nachbargemeinden Goux im Norden, Préchac-sur-Adour im Nordosten, Jû-Belloc im Osten, Hères im Südosten und Süden, Madiran im Süden und Westen sowie Saint-Lanne im Westen.

## Bevölkerungsentwicklung
| Jahr                       | 1962 | 1968 | 1975 | 1982 | 1990 | 1999 | 2006 | 2013 | 2020 |
| Einwohner                  | 699  | 698  | 654  | 661  | 670  | 667  | 695  | 666  | 625  |
| Quellen: Cassini und INSEE |      |      |      |      |      |      |      |      |      |

## Sehenswürdigkeiten
- Kirche Saint-Cyr-et-Sainte-Julitte aus dem 15./16. Jahrhundert, seit 1960 Monument historique
- Kirche Saint-Jean-Baptiste in Mazères, seit 1910 Monument historique
- Schloss Montus, seit 1988 Monument historique
- Domäne Laborie, seit 1992 Monument historique

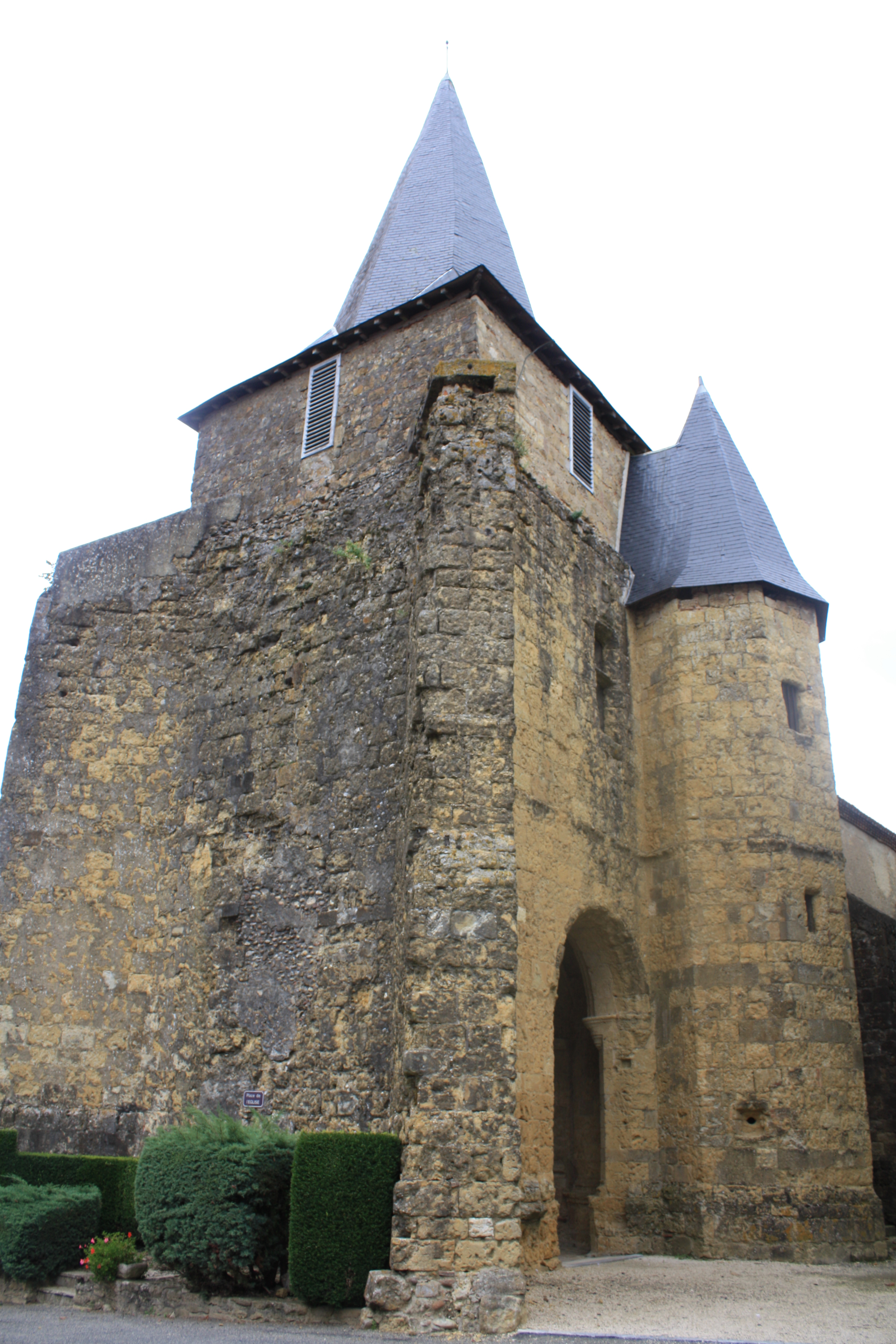
Kirche Saint-Cyr-et-Sainte-Julitte
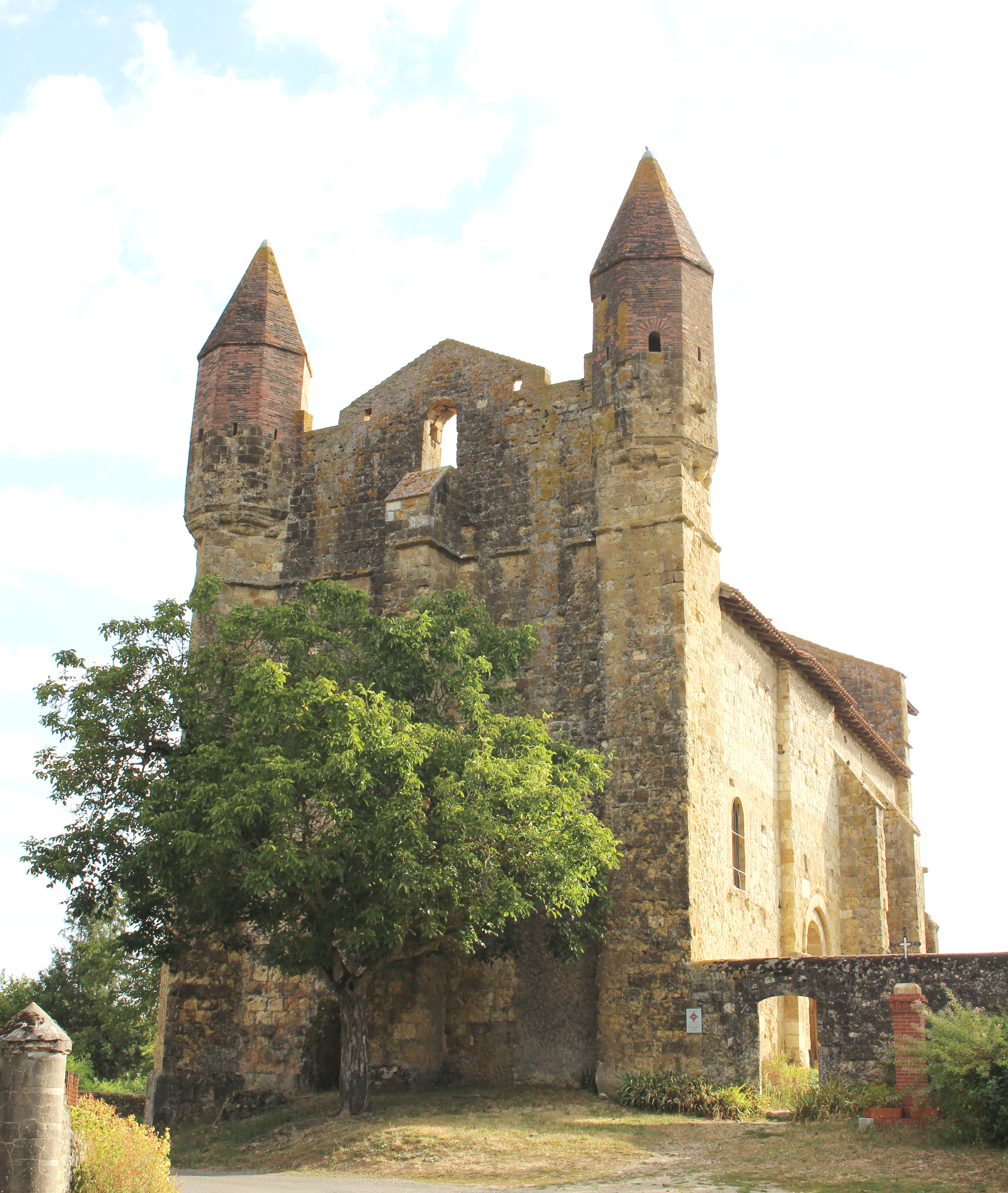
Kirche Saint-Jean-Baptiste
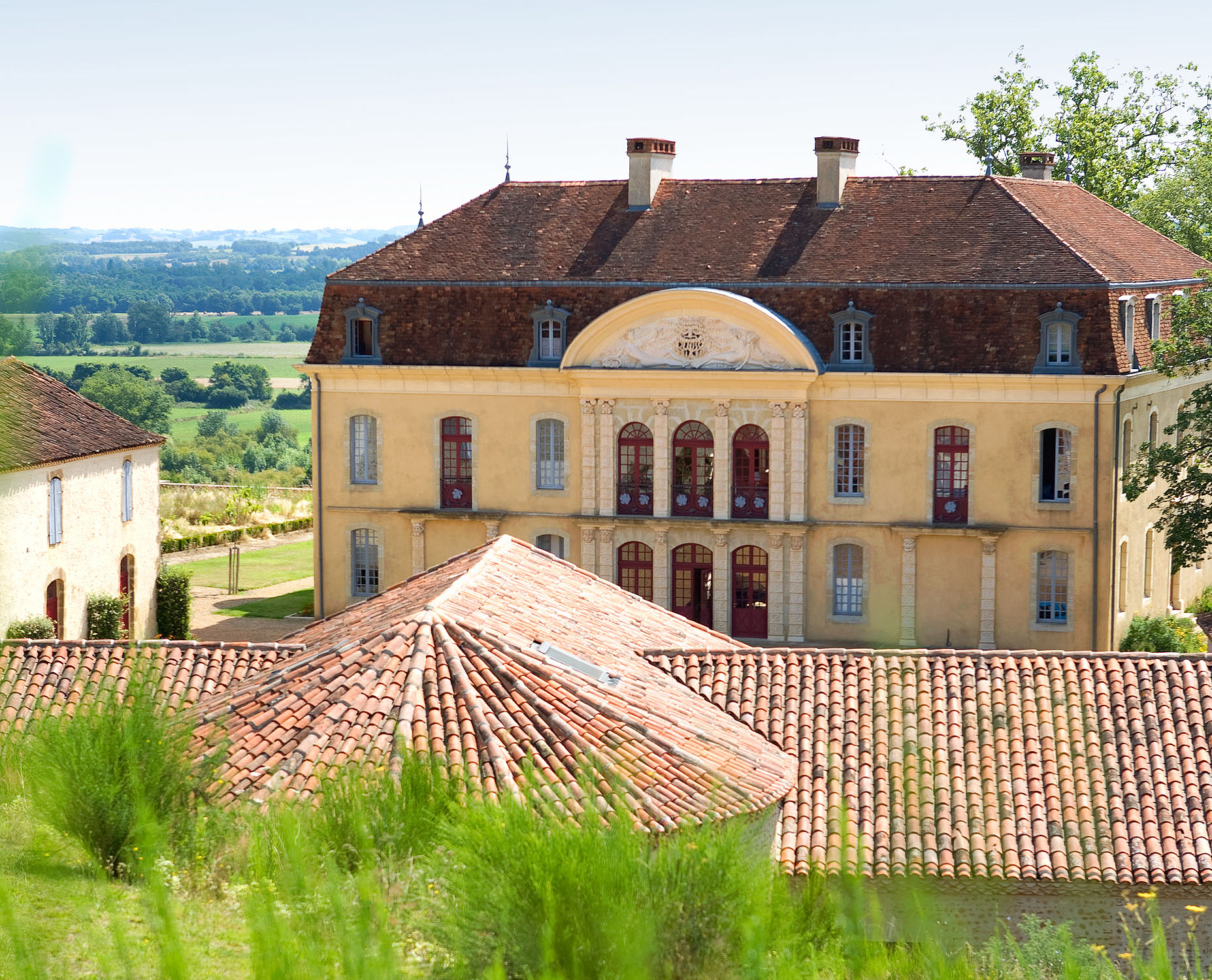
Schloss Montus

## Weinbau
Die Gemeinde gehört zum Weinbaugebiet Béarn. Hier werden Weine der Appellation Pacherenc du Vic-Bilh produziert.